# قانون اساسی گرجستان
قانون اساسی گرجستان (گرجی: საქართველოს კონსტიტუცია) عالی‌ترین قانون کشور گرجستان است. این قانون در ۲۴ اوت ۱۹۹۵ توسط پارلمان گرجستان تصویب شد و در ۱۷ اکتبر ۱۹۹۵ به اجرا درآمد. این قانون جایگزین فرمان قدرت حکومتی شد که در سال ۱۹۹۲ پس از فروپاشی اتحاد جماهیر شوروی قانون اساسی موقت گرجستان بود.